# Long Pond (Pennsylvanie)
Long Pond est un secteur non constitué en municipalité situé en Pennsylvanie, dans le comté de Monroe, aux États-Unis.

## Géographie
Long Pond se situe dans la région des monts Pocono, qui font partie des Appalaches.